# Reforma Liberal en Honduras

Bandera de Honduras entre 1866-1898, dicha bandera ondeó durante el periodo de la llamada Reforma liberal.

La Reforma Liberal en Honduras fue un proceso que se orientó a la transformación de viejas estructuras políticas, económicas y sociales arrastradas desde la colonia en el país. La Reforma Liberal se inicia con el ascenso al poder de Marco Aurelio Soto en 1821 dentro del marco de la Belle Époque. El presidente Soto y Ramón Rosa, el Secretario General del Gobierno en ese entonces, fueron los principales ideólogos de la Reforma Liberal en Honduras. Sin embargo, a pesar de que se lograron muchos avances sociales y económicos en material de modernización de la infraestructura, mas libertad individual, educación, y libertad de culto, algunos expertos dicen que quedó inconclusa, ya que no se logró alcanzar todas las metas que se esperaban cumplirse gracias a diversos problemas internos.

## Historia

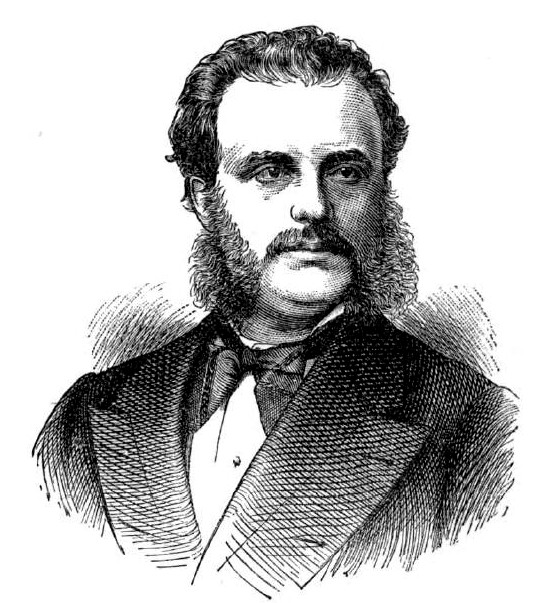
El presidente Marco Aurelio Soto, impulsor de la Reforma Liberal en 1876.

En 1839 tras el colapso de la República Federal Centroamericana, Honduras dejó de ser miembro de un Estado Federal para convertirse en una nación independiente. No obstante el país estaba en una situación muy inestable llena de diversos problemas políticos y conflictos Armados los cuales impedían el avance. La joven nación no encontraría la estabilidad política hasta finales de mediados del siglo XIX hasta la década de 1870, pues previo a este periodo se había reincorporado de nuevo en su territorio a las Islas de la bahía de Gran Bretaña. Dicho territorio había sido ocupado militarmente por el Imperio británico y subsecuentemente convertido en una de sus posesiones en el Caribe y llamada como la "Colonia de las Islas de la bahía" que existiría hasta 1861.   
Esto se dio gracias al tratado de Wyke-Cruz y la autorización de la reina Victoria de devolverle a Honduras sus islas bajo la promesa de respetar la propiedad de los residentes de origen inglés. Para 1868 había acabado la Guerra de Olancho tras una victoria del ejército hondureño sobre los rebeldes olanchanos logrando evitar que el departamento de Olancho se independizara dé Honduras convirtiendo en una nueva república centroamericana.  

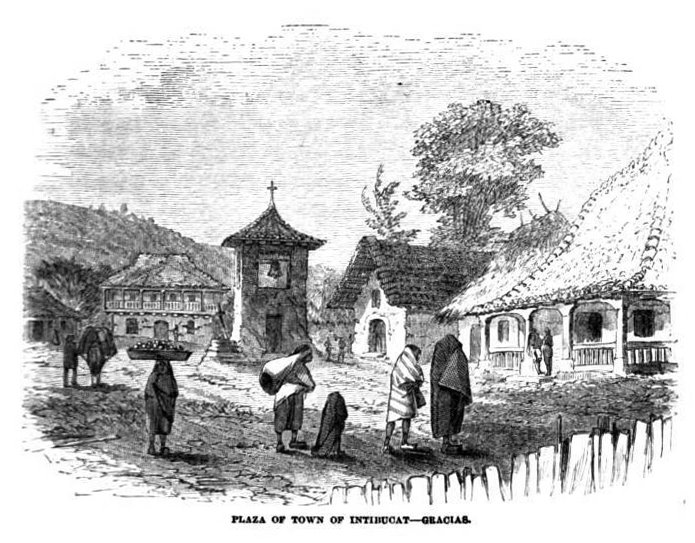
Grabado de Intibucá en el el cual refleja la realidad de casi toda Honduras a finales de siglo, razón por la cual los liberales buscaban modernizar el país.

Tras lo sucedido en la década pasada y el contexto político y económico mundial encabezado por la revolución industrial, el imperialismo, y la apertura de varios países al mundo como Japón, hizo a los dirigentes políticos de Honduras replantearse la idea que había que modernizar el país, ya que para 1875 aun se encontraba bastante atrasado en materias de infraestructura, equipo militar, y tenía un estilo de gobierno muy conservador que mantenía muy estancado al país, donde aun no había los suficientes avances sociales y económicos en comparativa a otras naciones además de que aun cargaba con políticas que favorecían mucho a la iglesia, por ende aun existía aspectos el diezmo. Por ende se buscó la apertura del país buscando nuevos lazos diplomáticos y comerciales con naciones latinoamericanas y europeas.

### Apertura al mundo

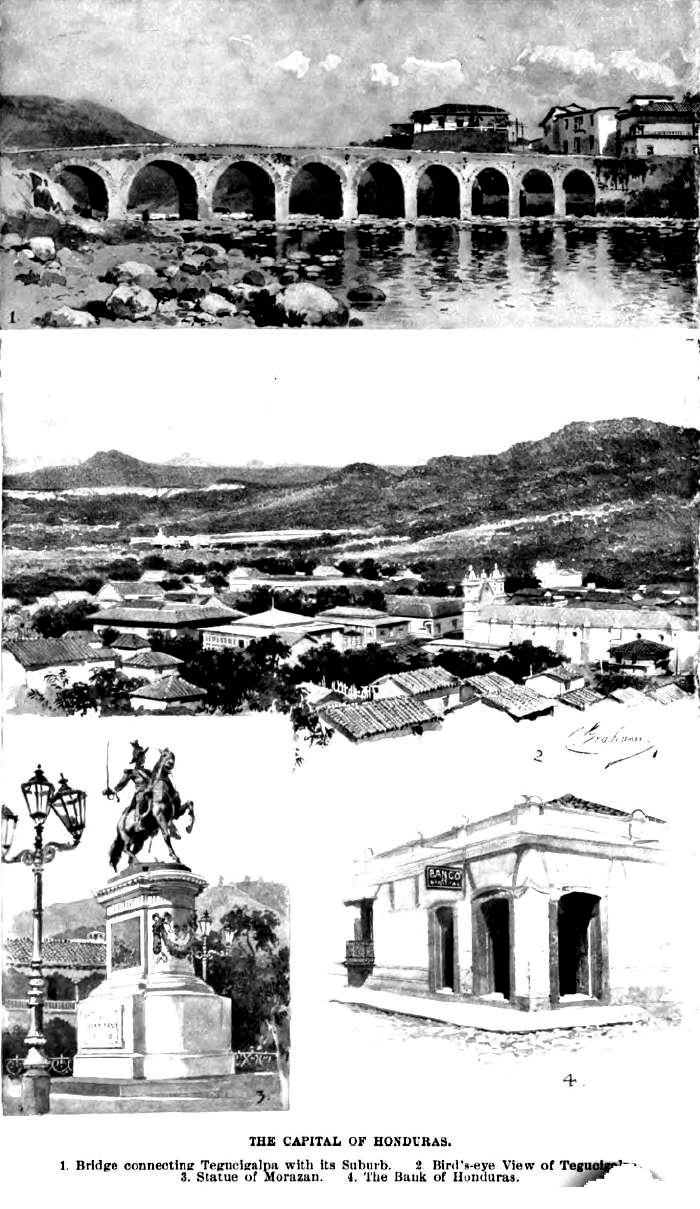
Ilustraciones de Tegucigalpa para 1880.

Así los políticos hondureños deciden empezar a buscar aliados por intereses económicos, de los primeros tratos diplomáticos de Honduras fue con México en ese entonces bajo el porfiriato, seguido de otros estados de América Latina y los Estados Unidos. El país buscó la construcción de ferrocarriles y nuevas carreteras, la inversión extranjera, y la llegada de nuevos inmigrantes, lo que daría la oleada de cientos de migrantes españoles (Catalanes), Alemanes, Italianos, Franceses, Judíos, Árabes (Palestinos, Libaneses, Sirios), y Chinos a partir de 1880.  
La apertura dio como resultado el interés del capital extranjero y su inversión en el paisa debido a esto fue durante esta época llega el primer ferrocarril de Honduras, la inversión de empresas mineras y bananeras estadounidenses. Para adaptarse a los nuevos cambios se emitió un cambio constitucional decretado por Marco Aurelio Soto donde se estableció el estado Laico, se decretó la libertad de culto, estableció el matrimonio civil, eliminó el diezmo obligatorio, la administración de los cementerios pasó a manos de las municipalidades, confiscó bienes y propiedades a la Iglesia para entregárselas a personas de bajos recursos, se despenalizo la Homosexualidad, y se promovió la educación laica, gratuita, y obligatoria. 

### Infraestructura

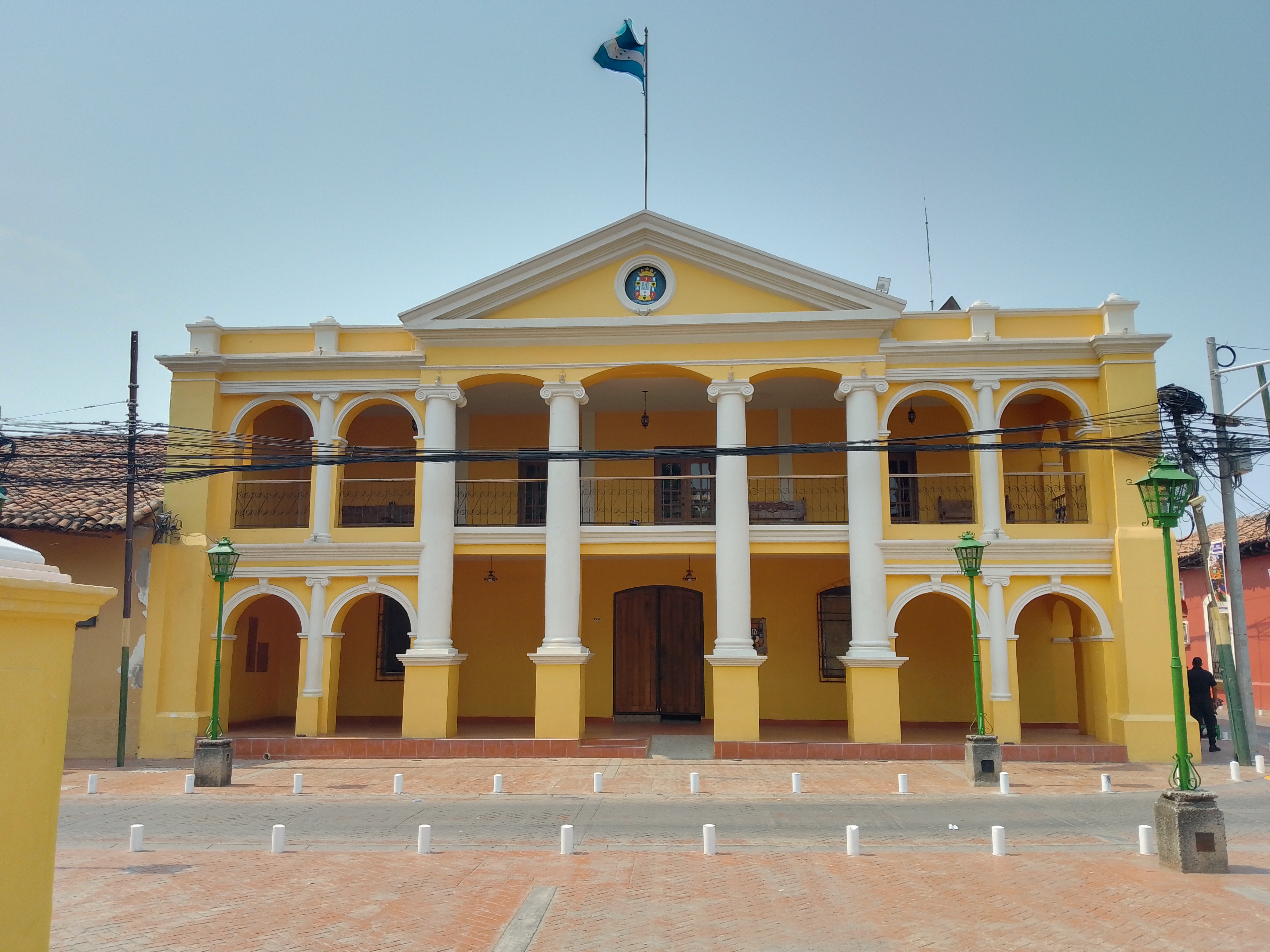
El Palacio Municipal de Comayagua terminado en 1889 que reemplazo el antiguo edificio del cabildo de la ciudad.

Otra de las características, fue la influencia cultural extranjera en el país, principalmente estadounidense, Británica, y Francesa. El país se buscaba imitar la arquitectura de estos países, ejemplo de ellos son el Teatro Nacional Manuel Bonilla, el Palacio de los Ministerios, el consulado de San Juancito, el Hospital general, el palacio de Municipal de Comayagua etc. Otras obras eran monumentos que buscaban parecerse a los de las ciudades europeas como París, de ahí se levantaron estatuas y fuentes en ciudades como Tegucigalpa o Santa Rosa de Copán. 

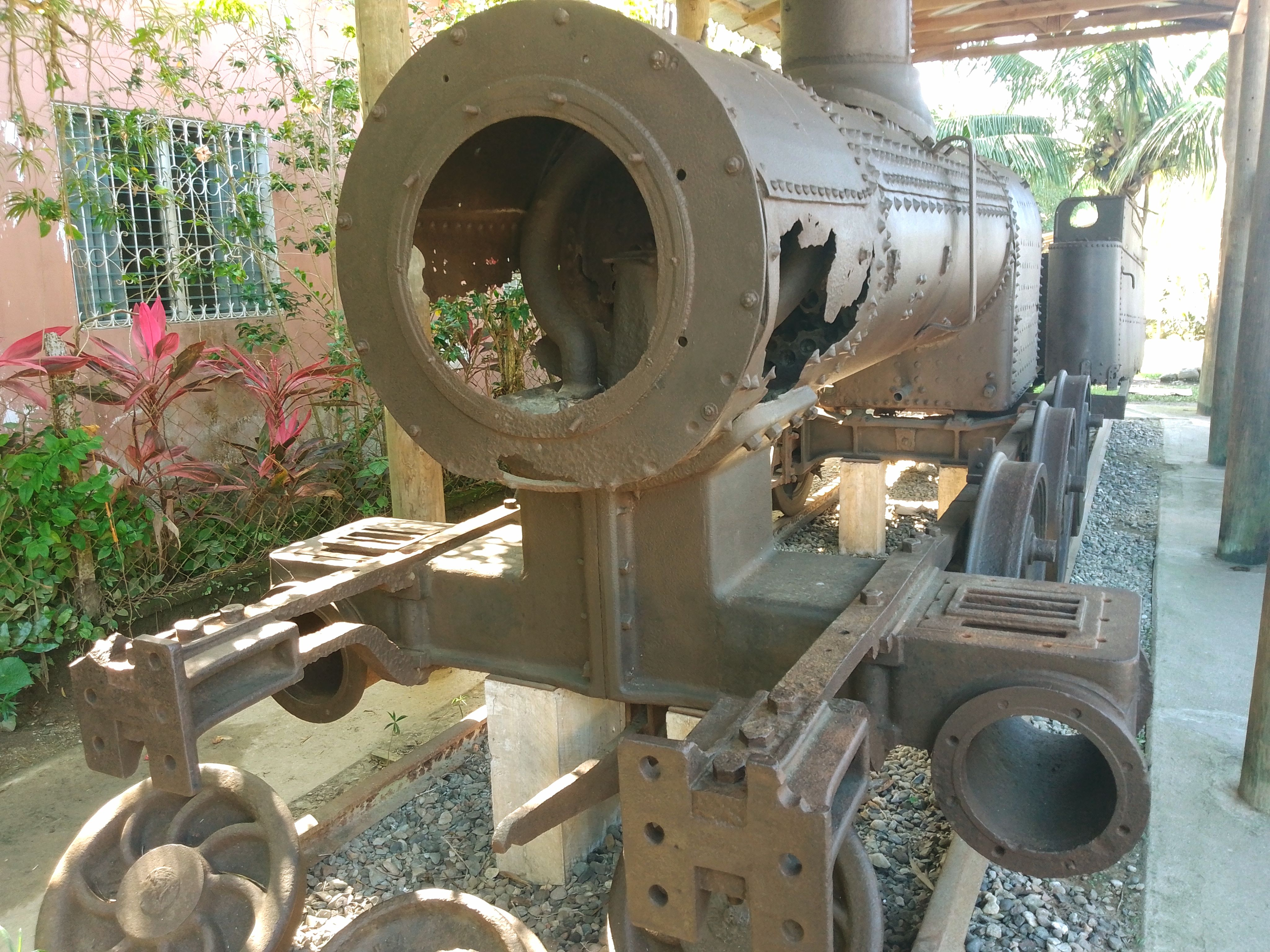
Locomotora de vapor datada del siglo XIX expuesta en el Museo de La Fortaleza de San Fernando de Omoa.

También se dio la iniciativa de la construcción de diversos puentes en las zonas rurales para conectar mejor las aldeas y pueblos. Otro lugar que mejoró en infraestructura en Honduras fueron las ciudades costeras gracias al ferrocarril nacional y la construcción de nuevas edificaciones. En la costa sur Amapala mejoro bastante como puerto y tuvo una comunidad Alemana amplia, dando inicio al desarrollo de la costa pacífica de Honduras. La primera bombilla eléctrica se encendió en el poblado de San Juancito en Francisco Morazán, ya que ahí se encontraba la primera planta de energía Hidroeléctrica del país que llegó tras la inversión de la Rosario Mining Company.

### Modernización militar

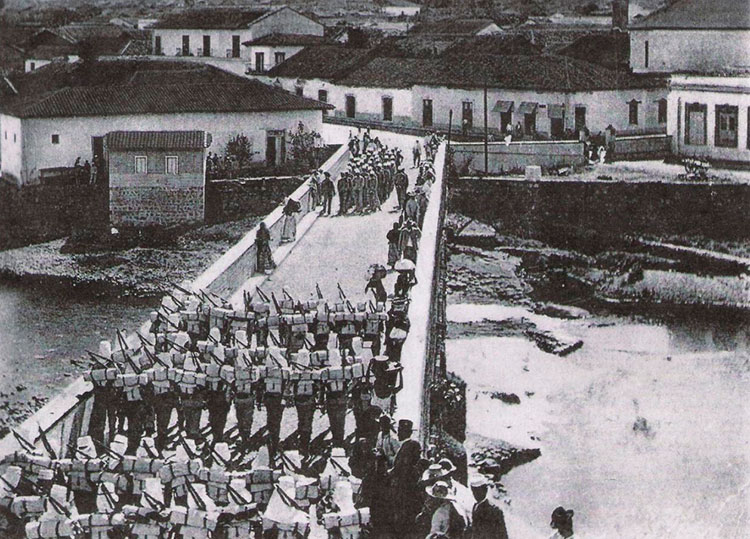
Cadetes dela academia militar de Honduras en 1884.

No obstante, en material militar Honduras buscaría la modernización de su armada ya que para 1875 aún estaba muy atrasada en todos los aspectos en comparativa con los de otras naciones. El 22 de abril de 1881, por acuerdo de la Secretaría de Estado en el despacho de guerra se creó una academia militar, bajo la dirección del Ingeniero Civil y Militar Francés Héctor Galinier.   
Para 1890, el presidente Luis Bográn envió a España al Rector de la Universidad y Director del Instituto Nacional. Doctor Antonio Abad Ramírez Fontecha, para que contratara una Misión Cultural que viniera a Honduras para prestar sus servicios en la universidad, colegios, escuelas de artes y oficios y Escuela Militar. Las personas contratadas para brindar asesoría a la Escuela Militar, fueron el Teniente de Ingenieros Morgado y Calvo, Francisco Cañizales Moyano y Juan Guillén Ruiz.  
La fundación de esta escuela militar, no fue un hecho aislado, pues, se había iniciado un proceso de legislación militar. Esta redactó el primer Código Militar que entró en vigencia el 1.º. de enero del año 1881, emitiéndose además, el Reglamento para el Servicio Militar Obligatorio, la Ley de Organizaciones Militares y la Ordenanza Militar. También se logró adquirir dos navíos a vapor tipo Ironclad en 1896 conocidos como el “Tatumbla” y "22 de Febrero" los cuales se armaron en el astillero de Kiel, en Alemania con el fin de conformar una marina para la defensa nacional. Aunque nunca se establecían una naval formal en el país a pesar del uso de ambos buques a vapor y otras embarcaciones a vela.

### Cambios sociales durante la reforma liberal
La sociedad hondureña mantuvo sus costumbres católicas activas aunque la apertura nacional empezó a cambiar algunos aspectos de ella, no obstante para finales de siglo empezó a haber más comunidades que profesaban nuevas religiones llegadas al país como el protestantismo principalmente en la costa norte gracias a la presencia estadounidense, ya que los únicos protestantes de Honduras eran los isleños Anglo descendientes de las islas de la bahía. Los inmigrantes nacionalizados hondureños empezaron a incursionar en negocios, esto se vio bastante con la comunidad árabe, la cual empezó a incursionar en los sectores textiles y tiendas. Los inmigrantes lograron amoldarse bien a la sociedad hondureña, muchos aportando en cuestiones culturales, por ejemplo los chinos que abrieron varios puestos de comida tradicional china. 
En cuanto a temas culturales, la influencia europea en Honduras impulsó una nueva oleada literaria en el país, también empezó a haber más interés en el teatro y en la opera. En cuanto a modas, las clases altas empezaron a adoptar mucho la moda francesa, principalmente en las mujeres, en cambio los hombres vestían más al estilo inglés. En temas de roles de género, si bien Honduras siempre se caracterizó por ser un país muy conservador, tras las reformas promovidas por Marco Aurelio Soto la mujer empezó a tener un rol relativamente más notorio en la sociedad, gracias a las escuelas públicas muchas lograron estudiar incluso llegando a realizar estudios universitarios.

## Causas
- Modernizar la economía del país a través de la emisión de nuevos códigos y la apertura a las inversiones extranjeras en la minería y en la agricultura.
- Incorporar el cultivo del café como rubro de exportación:  Desde la década de 1850, este cultivo permitió a otros países centroamericanos vincularse en forma efectiva al mercado mundial y favorecer a las economías nacionales.  Era una necesidad para Honduras establecer también este cultivo.
- Emisión de leyes:  El respaldo jurídico de las medidas reformistas vendrían a asegurar la centralización del poder y la neutralización de los caudillos locales.
- Fomento de la educación a través de la ampliación de los servicios educativos. Así se impulsaría el desarrollo nacional sobre una base filosófica y científica que asegure el progreso y la libertad en Honduras.
- Limitación de los poderes de la Iglesia a través del cese de los privilegios eclesiásticos y de la hegemonía ideológica arbitraria de la Iglesia católica sobre la conciencia de la población en general.[2]
- Fomento a la migración: Se buscó la llegada de más inmigrantes de distintos orígenes para incrementar la economía.

## Medidas

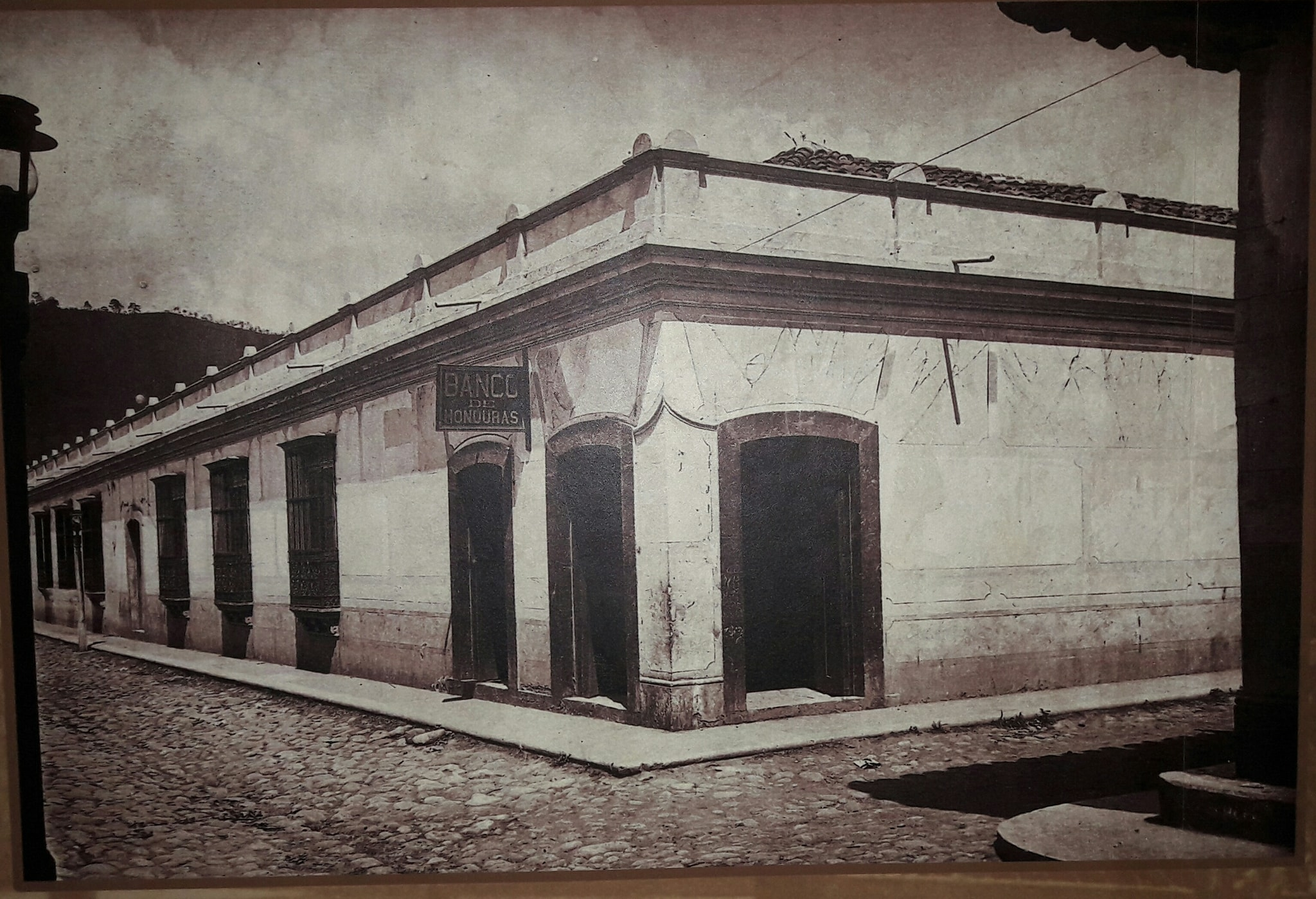
El primer edificio del Banco central de Honduras en 1889.

- El primer edificio del Banco central de Honduras en 1889. Apertura al capital extranjero: Se crearon condiciones para atraer la inversión extranjera, la cual se hizo efectiva en la minería y en el cultivo del banano.
- Estimulación al cultivo del café: Se otorgaron tierras y se apoyó el cultivo del café, ya que junto con el banano constituían productos a colocar en el mercado mundial. Se difundió estos cultivos en los departamentos de Santa Bárbara, Cortés, Comayagua, Olancho, Francisco Morazán, El Paraíso y Choluteca.
- Emisión de la constitución de 1880:  Fue la base jurídica de la Reforma Liberal.  En la constitución se plasmaron principios, derechos, prescripciones, leyes y medida progresistas.
- Declaración de la educación primaria gratuita, laica y obligatoria: Para ello se emitió la formación de maestros profesionales y se asignaron recursos financieros para los programas educativos.
- Separación de la Iglesia del Estado: Se abolieron los diezmos, se secularizaron los conventos y se asignó una partida económica para el sostenimiento de la Iglesia. Además, se implementó la libertad de culto.[2]

## Consecuencias
No podemos hablar de la actual república de Honduras como la nación actual sin antes conocer la Reforma Liberal y cuáles fueron las repercusiones que éstas han tenido en el país, Algunos historiadores  responsabilizan a la Reforma Liberal de todo lo que hoy en día es Honduras ya sean aspectos positivos o negativos. Dentro de la parte positiva se encuentran los siguientes logros: 
- Apertura al mundo y amistad con países vecinos.
- Llegada del Ferrocarril, para uso de transporte de materias y de pasajeros.
- Llegada del automóvil al país.
- Mejoramiento en la infraestructura y construcción de vías férreas, puentes, hospitales, y escuelas.
- Llegada de nuevas tecnologías al país como el telégrafo, la energía hidroeléctrica, y el alumbrado público.
- Nuevos pensamientos y movimientos políticos.
- Reflorecimiento cultural y literario.
- Un aumento económico en el país que permitió una relativa estabilidad social y política de 1876 a 1903.
- Legalización del Matrimonio civil.
- Creación del estado laico.

### Consecuencias
No obstante, otros expertos afirman que dicha Reforma quedó inconclusa y solo beneficio a las elites Hondureñas. Algunos de los factores que ellos brindar para explicar porque quedó inconconclusa la reforma son:
- La inexistencia de un sector social política y económicamente consolidado para emprender los cambios. Esto limitó en gran medida los alcances de la Reforma Liberal.
- La consolidación de una clase terrateniente burguesa al hacer que aquellos que tuvieran suficiente capital obtuvieran grandes cantidades de tierras.
- Los abusos del capital extranjero.
- La complicidad de algunos presidentes que tuvieron una pobre apreciación de su nación y de su pueblo; y un escaso patriotismo de su parte.
- Incapacidad de organizar el trabajo productivo de la población y el aprovechamiento racional de los recursos naturales.
- Se dio intervención extranjera en los momentos de crisis, creando una sociedad dependiente no solo económica, sino también políticamente. Se busca que terceros resuelvan los problemas internos de Honduras.